# Энтомология
Энтомоло́гия (от др.-греч. ἔντομον — насекомое + λόγος — слово, учение) — раздел зоологии, изучающий насекомых. Поскольку разнообразие насекомых очень велико (более 3 миллионов видов), то и их значение, и число специалистов, их изучающих, также огромно.

## История

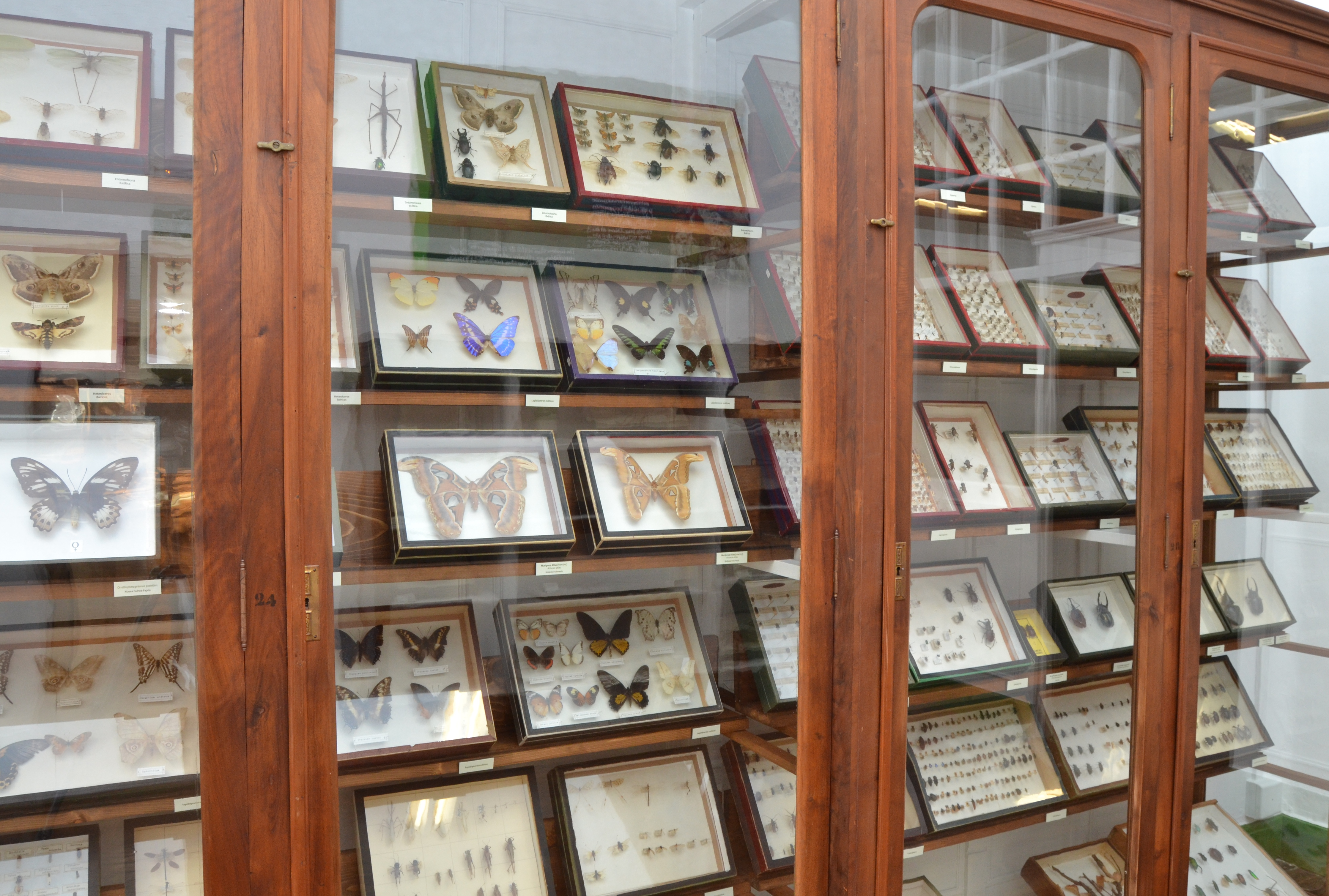
Энтомологические коллекции

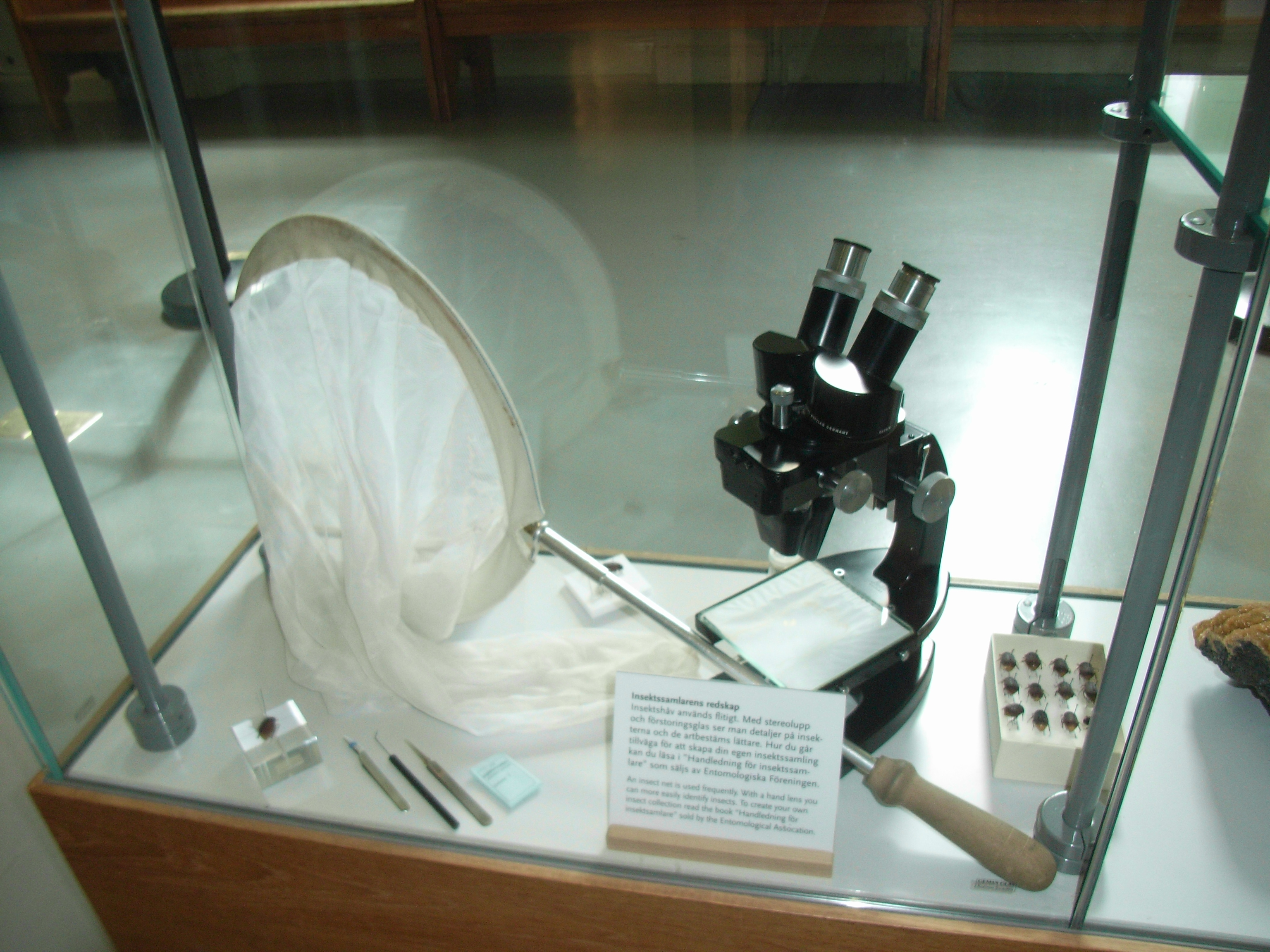
Энтомологическое снаряжение

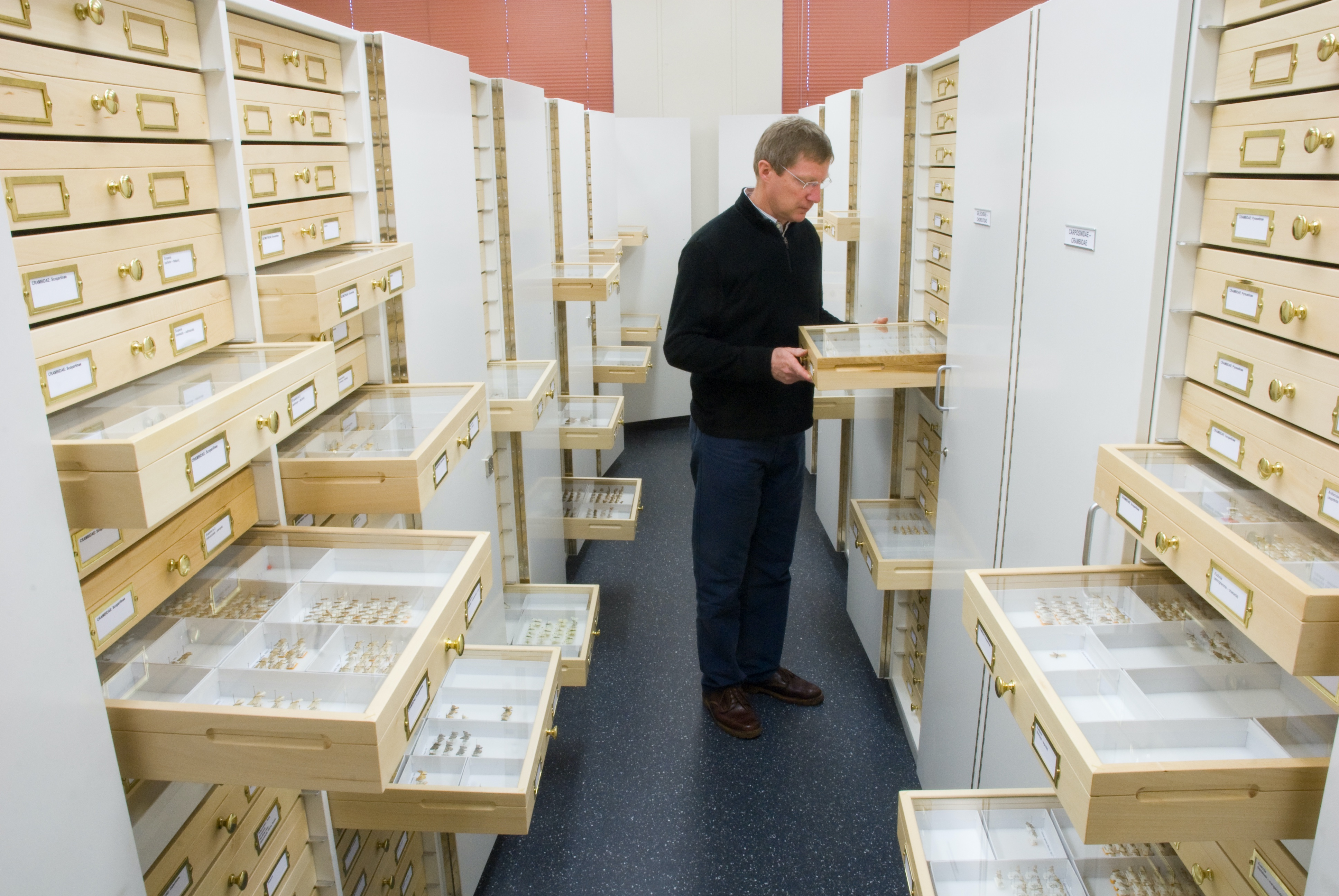
Научная энтомологическая коллекция, Университет Линкольна, Новая Зеландия

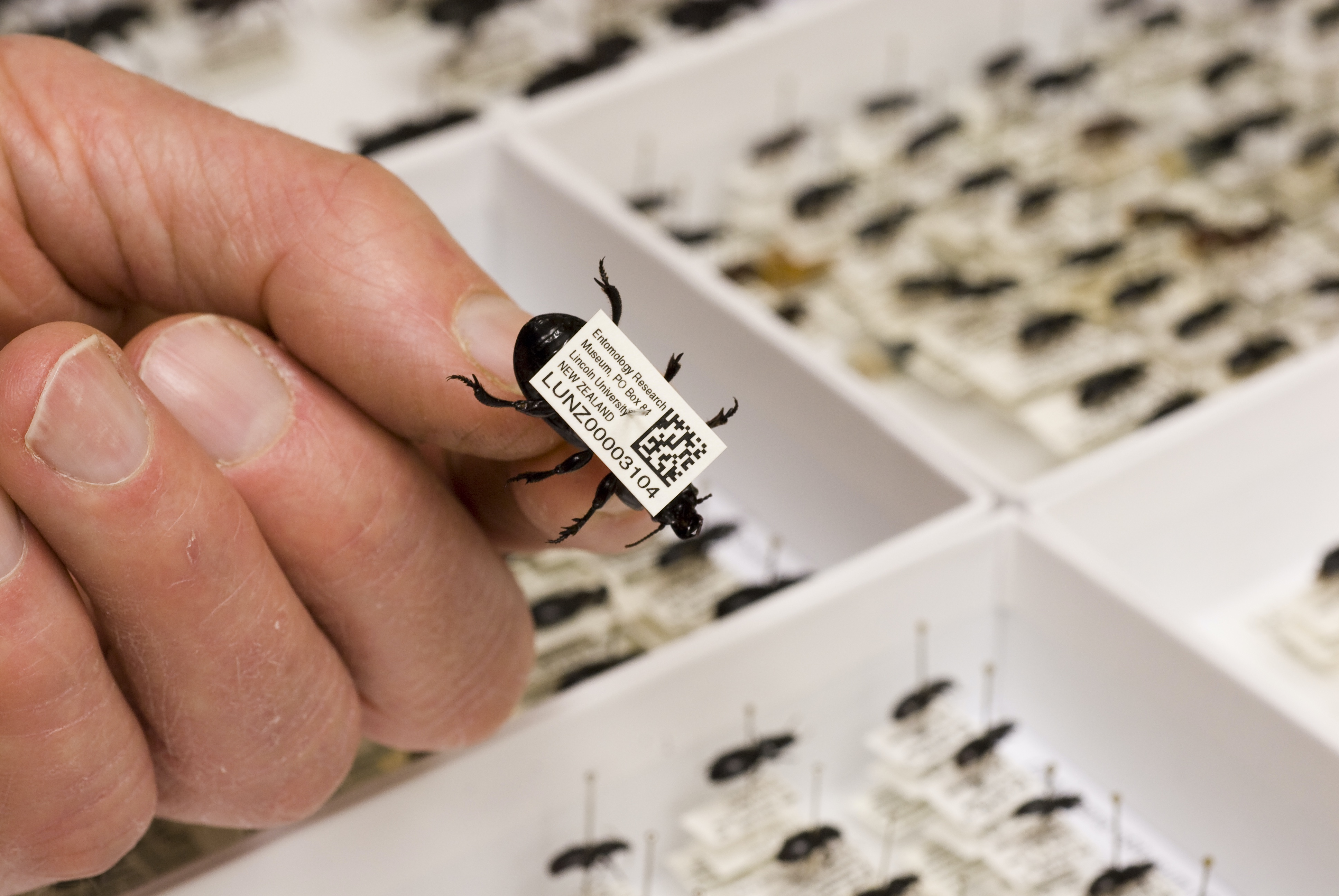
Пример коллекционного штрих-кода на приколотом экземпляре жука

Энтомология берёт своё начало из древнейших времён и культур, главным образом в контексте сельского хозяйства (особенно в биологическом контроле и пчеловодстве). Однако, научные исследования датируются примерно XVI веком.
Список энтомологов огромен и включает таких крупнейших биологов, как Чарлз Дарвин, писатели Шарль Нодье, Владимир Набоков, Карл Фриш (Нобелевский лауреат 1973 года) и дважды лауреат Пулитцеровской премии профессор Эдвард Осборн Уилсон (E. O. Wilson), Жан Анри Фабр.
Изучение анатомии насекомых до середины XIX века ограничивалось преимущественно описанием частей хитинового скелета и наружного вида различных систем органов насекомых; позже основным стало изучение гистологического строения различных частей тела насекомых.

## Практическое значение
Практическое значение насекомых (главным образом, вред) для человека самого и его имущества естественно вызывало многочисленные исследования, имеющие целью изучить свойства и особенности вредных насекомых и отыскать средства для борьбы с ними. Среди насекомых, вредящих непосредственно самому человеку, в особенности обратили на себя внимание те, которые являются разносчиками болезней. Изучение насекомых, вредных культурным растениям, дало важные и интересные результаты не только в практическом, но и в теоретическом отношении (вопросы паразитизма, способов размножения и др.).
Практические мероприятия по борьбе с вредными насекомыми часто встречают разнообразные естественные препятствия и являются выполнимыми только при точном знании образа жизни вредителей; подробные биологические исследования и наблюдения над вредными насекомыми дают возможность избежать многих ошибок, основанных на незнакомстве с биологией насекомых. Сами способы борьбы постепенно совершенствуются; в этом отношении особенно важным является изобретение метода опрыскивания растений ядовитыми жидкостями с целью отравления насекомых, нападающих на эти растения.
Другой способ борьбы — разведение паразитов вредных насекомых (грибных болезней и паразитических насекомых) — со временем также получил важное значение. Практическое значение и развитие энтомологии наглядно выражается в существовании в разных странах большого числа энтомологических обществ и множества специальных журналов и изданий, посвящённых энтомологии.
По мере того, как увеличивались знания об образе жизни насекомых, выяснялась чрезвычайная сложность взаимоотношений между отдельными видами насекомых. Особенно интересны как с теоретической, так и с практической точки зрения явления паразитизма и симбиоза, весьма распространённые среди насекомых. Наиболее часто встречается паразитизм среди перепончатокрылых и двукрылых, причём оказывается, что одни паразиты являются строго одноядными, то есть живущими за счёт совершенно определённого вида насекомых, тогда как другие — многоядны; мы находим также множество вторичных паразитов, то есть живущих за счёт паразитов, затем паразитов 3-го и даже 4-го ряда. Обратили на себя внимание явления симбиоза, встречающиеся, главным образом, среди муравьёв и термитов, а именно в сообществе с этими насекомыми живёт множество других насекомых (а также некоторых паукообразных), жизнь которых тесно связана с жизнью их хозяев и у которых существует целый ряд черт в организации, обусловленных приспособлением к совместной жизни (мирмекофилия и термитофилия).

## Разделы
В прежнее время под насекомыми подразумевали и некоторые другие классы членистоногих, преимущественно паукообразных и многоножек; поэтому изучение и этих классов животных входило в задачу энтомологии. Как часть общей науки зоологии, энтомология заключает в себе все те отдельные дисциплины, которые входят в состав зоологии. Таким образом, энтомология распадается естественно на анатомию, физиологию, историю развития (эмбрионального и постэмбрионального), биологию, палеэнтомологию, учение о географическом распространении, классификацию и систематику насекомых. Кроме чисто научной энтомологии, включающей общую и частную энтомологию (систематику насекомых), из последней также выделяют прикладную, изучающую способы борьбы с насекомыми, вредящими человеку.

### Частная энтомология
- Апиология занимается изучением пчёл (Apoidea)
- Блаттоптерология — тараканов, или Диктиоптерология — тараканов, богомолов и термитов
- Диптерология — двукрылых насекомых (комаров и мух)
- Гименоптерология — перепончатокрылых насекомых (наездников, пилильщиков, пчёл, ос, муравьёв)
- Колеоптерология — жесткокрылых (жуков)
- Лепидоптерология — чешуекрылых (бабочек)
- Мирмекология — муравьёв (Formicidae)
- Одонатология — стрекоз
- Ортоптерология — прямокрылых (кузнечиков, сверчков, саранчовых)
- Трихоптерология — ручейников

### Общая энтомология
Изучает строение, жизнедеятельность, индивидуальное развитие, эволюцию, многообразие форм насекомых и их экологию.

### Прикладная энтомология
Это сельскохозяйственная, лесная, медицинская и ветеринарная энтомология. Занимается изучением насекомых, наносящих вред сельскому хозяйству, растениям, животным и человеку, а также насекомых-опылителей растений, производителей используемых человеком продуктов, почвообразователей и энтомофагов.

#### Энтомология судебно-медицинская

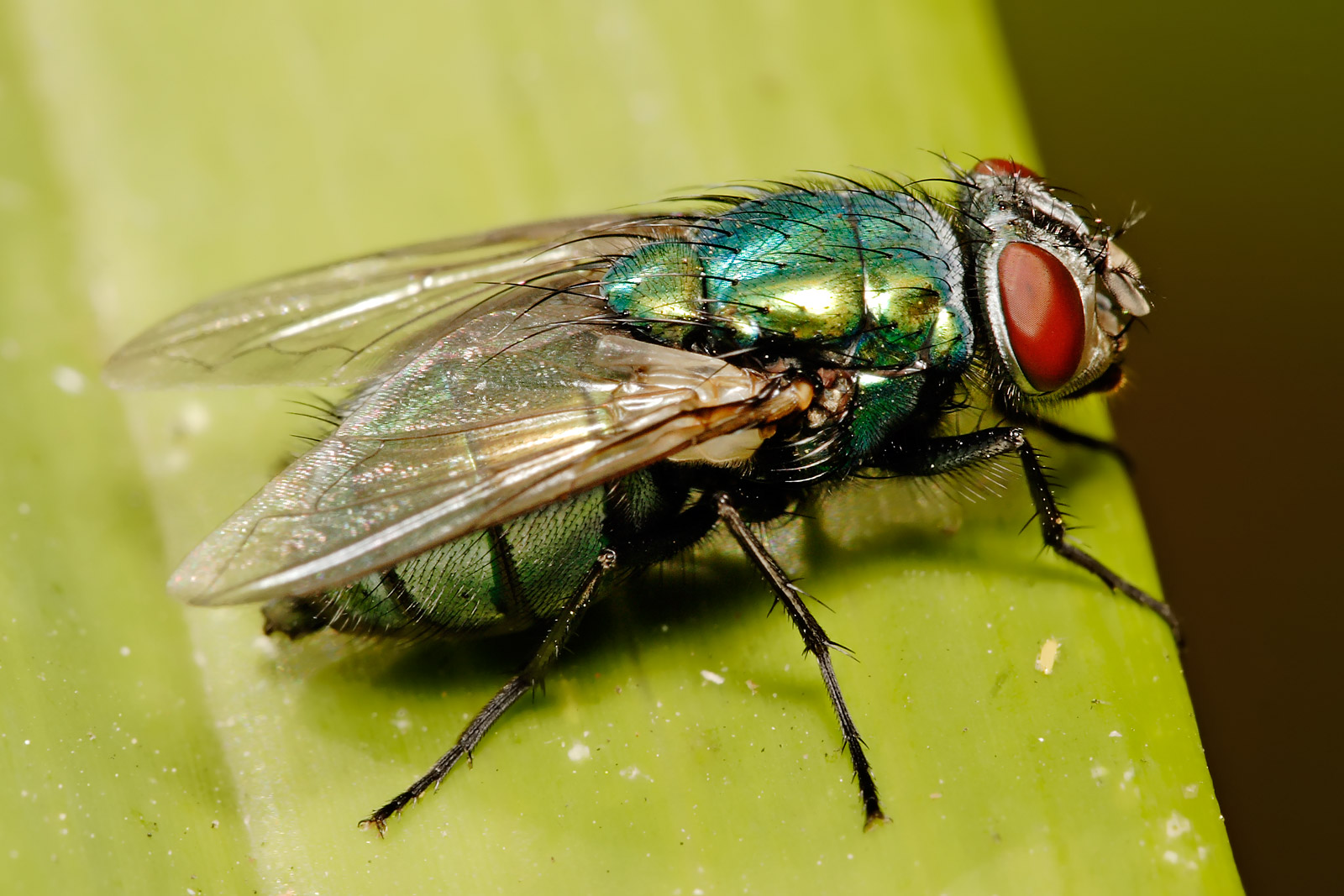
В XIII веке, на заре судебной энтомологии, китайцы использовали мясных мух при решении дел об убийствах

Судебная или судебно-медицинская энтомология — раздел судебной медицины, изучающий особенности развития насекомых на трупе и характер вызываемых ими повреждений. Возраст трупа определяется на основе следующей градации появления различных стадий развития мясных мух на нём: до 4 часов нет ни яиц ни личинок, 4-6 ч — 10-12 ч кладки яиц, 24 часа появление личинок, 36 ч. 2-3 суток 1 нед. увеличение размеров личинок, 2 недели начало окукливания.

## Институты
Общие проблемы энтомологии в России разрабатываются в Зоологическом институте РАН, в Секторе энтомологии Зоологического музея МГУ (Москва), в Институте эволюционной морфологии и экологии животных РАН, в Институте систематики и экологии животных СО РАН (Новосибирск) , в лаборатории энтомологии Биолого-почвенного института ДВО РАН (Владивосток) и в зоологических институтах бывших союзных республик; Институте зоологии им. И. И. Шмальгаузена Национальной Академии Наук Украины (г. Киев), проблемы сельскохозяйственной и лесной энтомологии — во Всероссийском институте защиты растений и институтах защиты растений бывших союзных республик; в отраслевых научно-исследовательских институтах; медицинской энтомологии — в институте малярии и паразитарных заболеваний РАМН. Также существуют: Немецкий энтомологический институт, Балтийский институт колеоптерологии.
Среди всех энтомологических институтов и кафедр при университетах США по уровню цитированных научных статей занимают 5 учреждений (данные Thomson Reuters за 5 лет, 2005—2009 по выборке из 25 545 статей из категории энтомология):
- University of Florida
- University of California, Riverside
- Cornell University
- University of California, Davis
- Texas A&M University

### Кафедры энтомологии
- Московский государственный университет им. М. В. Ломоносова (Россия, Москва), биологический факультет, кафедра энтомологии (осн. 1925).
- Российский государственный аграрный университет — МСХА им. К. А. Тимирязева (Россия, Москва), кафедра энтомологии (осн. 1920)
- Санкт-Петербургский государственный университет (Россия, Санкт-Петербург), кафедра энтомологии (осн. 1919)[14]
- Саратовский государственный аграрный университет им. Н. И. Вавилова (Россия, Саратов), кафедра энтомологии
- Ставропольский государственный аграрный университет (Россия, Ставрополь), кафедра энтомологии
- Кубанский государственный аграрный университет (Россия, Краснодар), кафедра энтомологии (осн. 1968)

## Общества
По инициативе академика К. М. Бэра и П. П. Семёнова-Тян-Шанского в 1859 году организуется Русское энтомологическое общество (в период СССР — Всесоюзное энтомологическое общество).

### Национальные общества, возникшие в XIX веке
- Энтомологический клуб Лондона (Entomological Club (London), 1826), Великобритания[15]
- Энтомологическое общество Франции (Société Entomologique de France, 1832), Франция
- Королевское энтомологическое общество Лондона (Royal Entomological Society of London, 1833), Великобритания
- Entomologischer Verein zu Stettin[англ.] (1839), Германия
- Голландское энтомологическое общество (1845), Нидерланды
- Royal Belgian Entomological Society[англ.] (1855), Бельгия
- Русское энтомологическое общество (1859), Россия
- Американское энтомологическое общество (1867, преемник Entomological Society of Philadelphia, основанного ещё в 1859), США
- Энтомологическое общество Канады (Entomological Society of Canada, 1863), Канада
- Entomologisk Forening (Copenhagen)[англ.], 1868, Дания[15]
- Società Entomologica Italiana[англ.] (1869), Италия
- Société Entomologique du Québec, 1873, Канада[15]
- The Cambridge Entomological Club, 1874, США
- Entomologiska Foreningen i Stockholm, 1879, Швеция[15]
- Энтомологическое общество Вашингтона (1884), США
- Немецкий энтомологический институт (Deutsches Entomologisches Institut, DEI, 1886), Германия
- Энтомологическое общество Америки (Entomological Society of America, 1889), США
- New York Entomological Society[англ.], 1892, США

### Национальные общества XX века
- Ceskoslovenske Spolecnosti Entomologicke, 1903, Чехословакия[15]
- Société Entomologique de Genéve, 1905, Швейцария[15]
- British Entomological and Natural History Society[англ.], Великобритания
- Entomological Society of Japan[англ.] (1917), Япония
- Sociedade brasileira de entomologia (1937), Бразилия
- Украинское энтомологическое общество (1991), Украина

### Испаноязычные общества
- Аргентина — Sociedad Entomológica Argentina
- Венесуэла — Sociedad Venezolana de Entomología Архивная копия от 11 января 2008 на Wayback Machine
- Испания:
  - Asociación Española de Entomología
  - Sociedad Española de Entomología Aplicada
  - Sociedad Entomológica Aragonesa
  - Sociedad Andaluza de Entomología (boletín)
  - Asociación Entomolóxica Galega
- Колумбия — Sociedad Colombiana de Entomología
- Мексика — Sociedad Mexicana de Entomología
- Чили — Sociedad Chilena de Entomología

### Международные общества
- International Palaeoentomological Society
- Международный союз исследователей общественных насекомых
- International Society of Hymenopterists, USA

## Печатные органы
Основные периодические издания по энтомологии в России — «Энтомологическое обозрение» и «Труды Всесоюзного энтомологического общества». В последние годы появились новые журналы: «Русский Энтомологический Журнал» (1992), «Zoosystematica Rossica» (1993), «Евразиатский Энтомологический Журнал» (2002) и другие.
Систематические описания насекомых территории РФ даёт многотомная «Фауна России и сопредельных стран (СССР)» («Фауны» издаются во многих странах мира).
Рефераты мировой энтомологической литературы помещаются в «Реферативном журнале. Биология», в «Biological Abstracts», «Entomology Abstracts», а по практической энтомологии — в «Review of Applied Entomology».

## Конгрессы

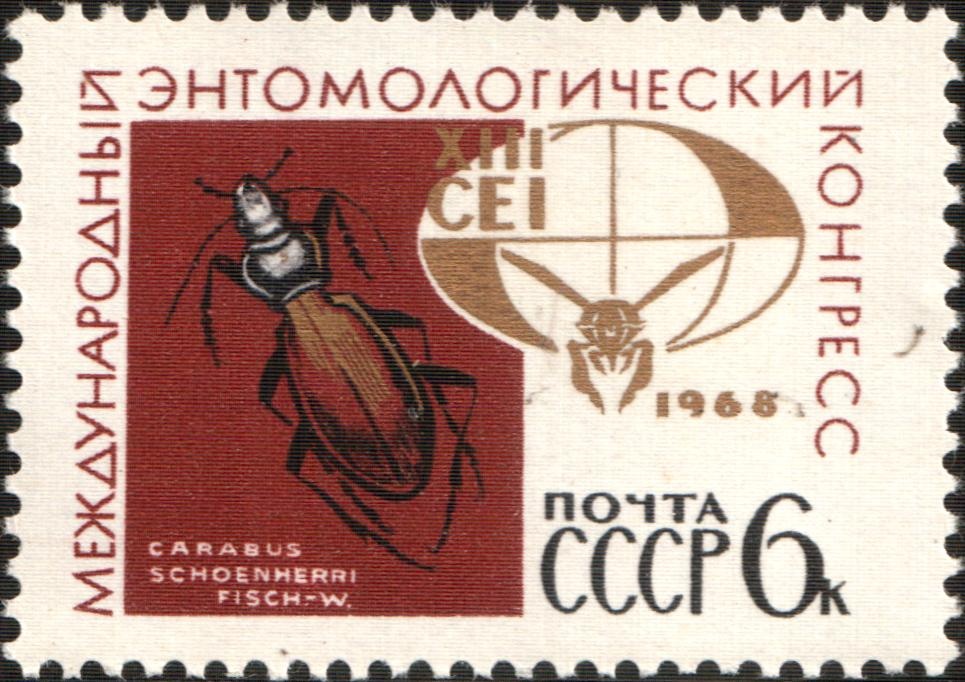
Почтовая марка СССР 1968 года, посвящённая XIII Международному энтомологическому конгрессу, проводившемуся в тот год в Москве

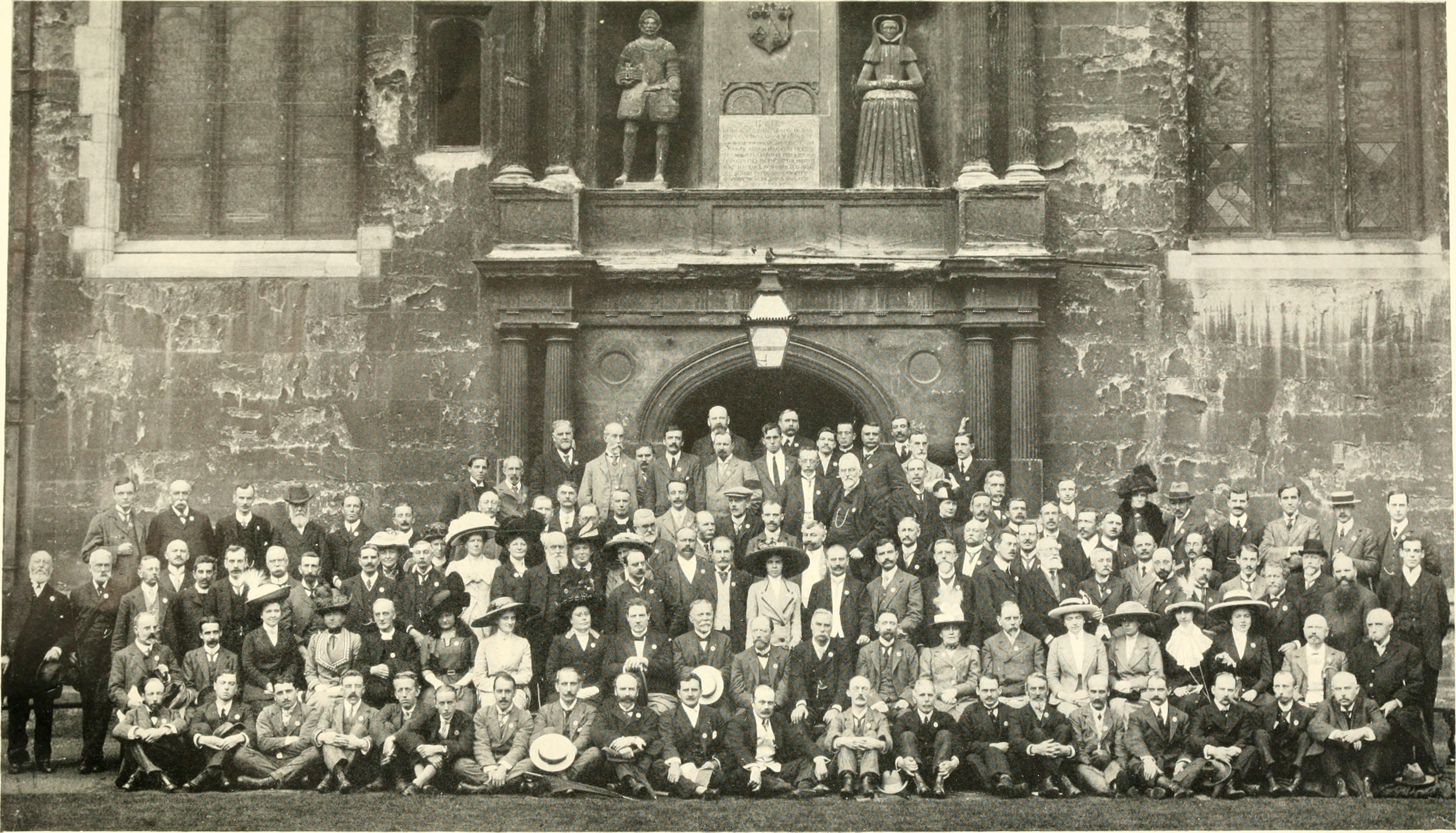
Участники 2-го Международного энтомологического конгресса, Оксфорд, 1912

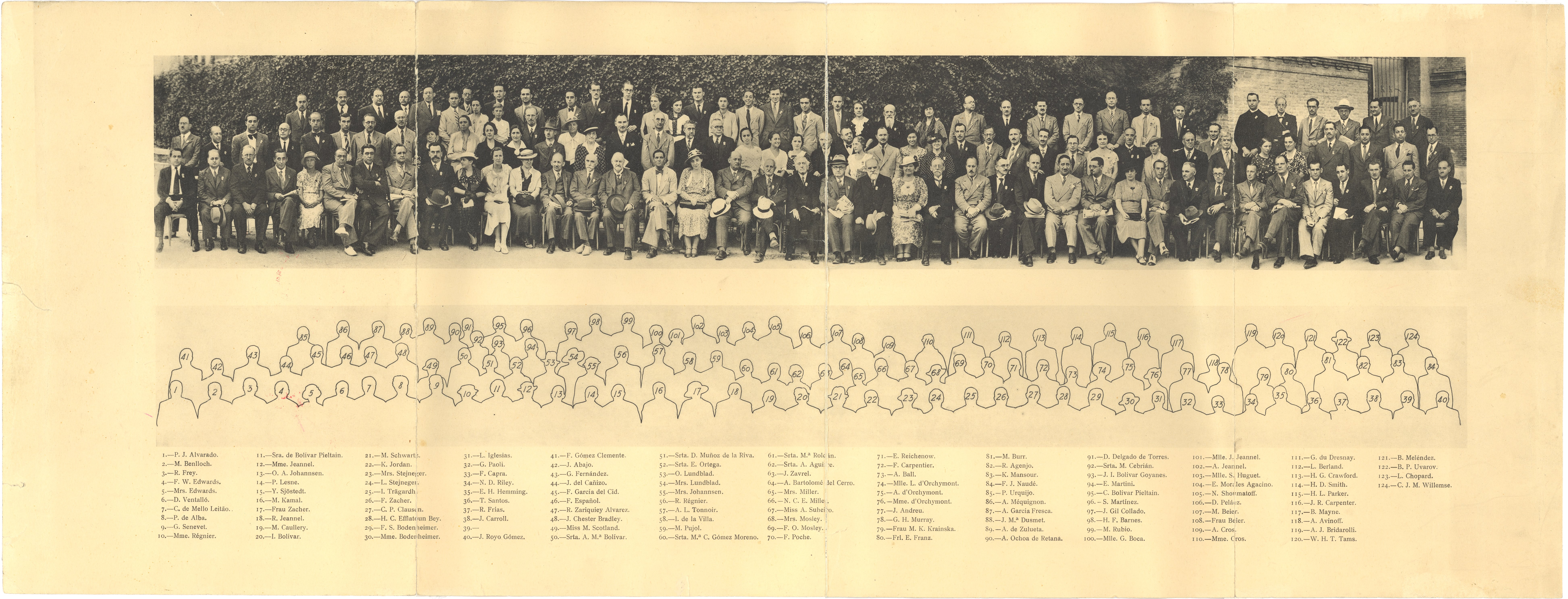
Участники 6-го Международного энтомологического конгресса, Мадрид, 1935

Периодически созываются Международные энтомологические конгрессы. 17—22 сентября 2006 года в Измире (Турция) состоялся VIII Европейский энтомологический конгресс.
- 1910 — Брюссель, Бельгия, 1-й Международный конгресс
- 1912 — Оксфорд, Великобритания, 2-й Международный конгресс
- 1925 — Цюрих, Швейцария, 3-й Международный конгресс
- 1927 — Итака, США, 4-й Международный конгресс
- 1932 — Париж, Франция, 5-й Международный конгресс
- 1935 — Мадрид, Испания, 6-й Международный конгресс
- 1939 — Берлин, Германия, 7-й Международный конгресс
- 1950 — Стокгольм, Швеция, 8-й Международный конгресс
- 1951 — Амстердам, Голландия, 9-й Международный конгресс
- 1956 — Монреаль, Канада, 10-й Международный конгресс
- 1960 — Вена, Австрия, 11-й Международный конгресс
- 1964 — Лондон, Великобритания, 12-й Международный конгресс
- 1968 — Москва, СССР, 13-й Международный конгресс
- 1972 — Канберра, Австралия, 14-й Международный конгресс
- 1976 — Вашингтон, США, 15-й Международный конгресс
- 1980 — Киото, Япония, 16-й Международный конгресс
- 1984 — Гамбург, ФРГ, 17-й Международный конгресс
- 1988 — Ванкувер, Канада, 18-й Международный конгресс
- 1992 — Пекин, Китай, 19-й Международный конгресс
- 1996 — Флоренция, Италия, 20-й Международный конгресс (5-30 августа)
- 2000 — Iguacu Falls, Бразилия, 21-й Международный конгресс (20-26 August)
- 2004 — Брисбен, Австралия, 22-й Международный конгресс (15-21 August)
- 2008 — Дурбан, Южная Африка. 23-й Международный энтомологический конгресс. (6-12 июля) www.ice2008.org.za
- 2012 — Тэгу, Южная Корея. 24-й Международный энтомологический конгресс (19—25 августа 2012, Daegu). www.ice2012.org
- 2016 — Орландо, Флорида, США. 25-й Международный энтомологический конгресс (25—30 сентября 2016)[20][21].
- 2022 — Хельсинки, Финляндия. 26-й Международный энтомологический конгресс (перенесён с 2020 на 17—22 июля 2022 года)[19]
- 2024 — Киото, Япония, 27-й Международный энтомологический конгресс https://ice2024.org